# Rivière Davy
Rivière Davy är ett vattendrag i Kanada.   Det ligger i provinsen Québec, i den sydöstra delen av landet, 400 km norr om huvudstaden Ottawa.
I omgivningarna runt Rivière Davy växer i huvudsak blandskog. Runt Rivière Davy är det mycket glesbefolkat, med 2 invånare per kvadratkilometer.